# Димитровград (Болгарія)
Димитровгра́д (болг. Димитровград) — місто в Болгарії. 
Місто розташоване в Південній Болгарії,  Хасковської області, в 16 км від міста Хасково.  Місто є адміністративним центром міста Димитровград, регіональним торговим, промисловим і транспортним центром. 
Він розташований у Фракійській долині вздовж річки Маріца. За останніми даними НСІ від 31.12. 2017 р. кількість жителів складає 34 614 осіб. За  населенням місто  є другим у районі (після обласного центру) і третім за величиною необласним містом в країні (після Асеновграда та Казанлика).

## Географія
Місто розташоване за 220 км від столиці Софії і в 16 км від міста Хасково. Найближчий болгарський порт Бургас у 215 км, а грецький порт Дедеагач (Александруполіс) на Егейському морі - близько в 190 км. через КПП Маказа. Найближча безмитна зона знаходиться в місті Пловдив -  у 78 км, а найближчий прикордонний перехід - Капітан Андреєво - у 100 км. 

### Транспорт
Димитровград перетинає європейські транспортні коридори 8 , 9 і 10. 
Димитровград є однією з найбільших і найважливіших розподільчих станцій на півдні Болгарії.  Через общину проходять залізничні лінії Софія - Свіленград та Русе - Подкова.  У місті є транспортний термінал, що діє у напрямку Європи - Близького Сходу. 

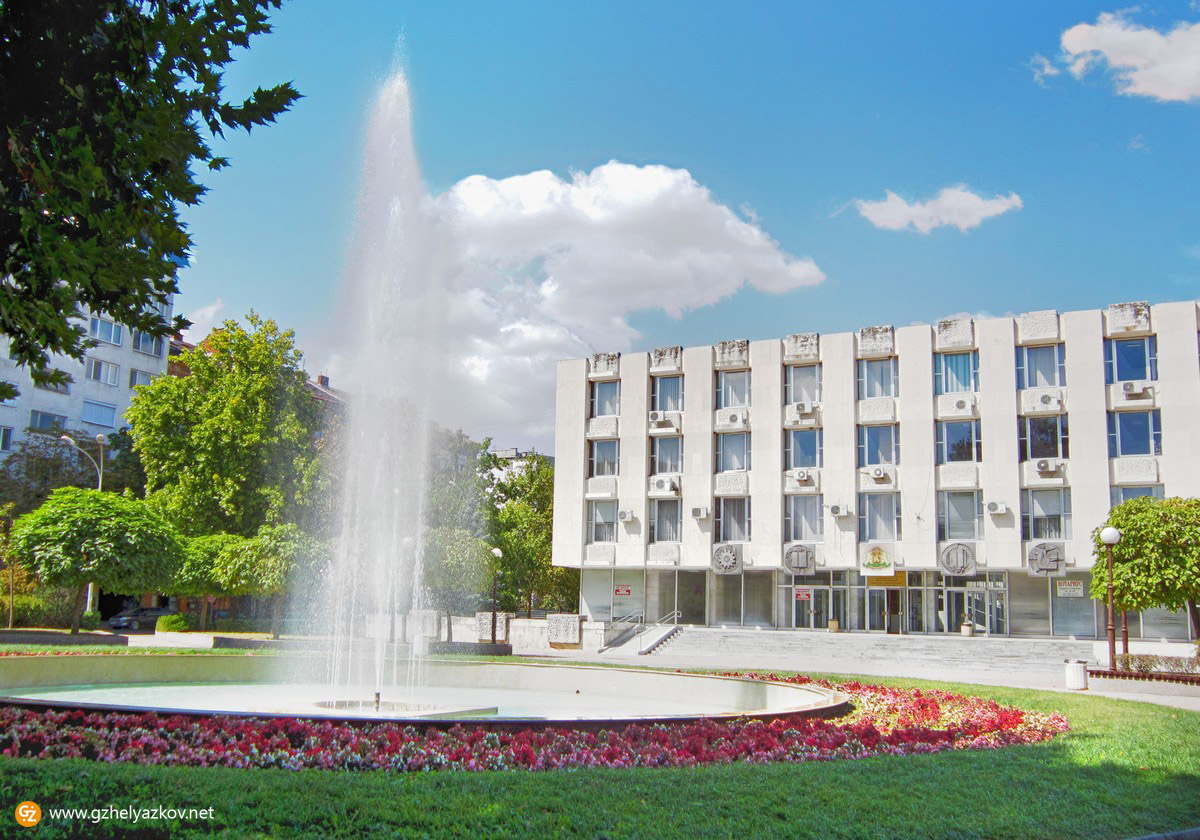
Будівля Суду

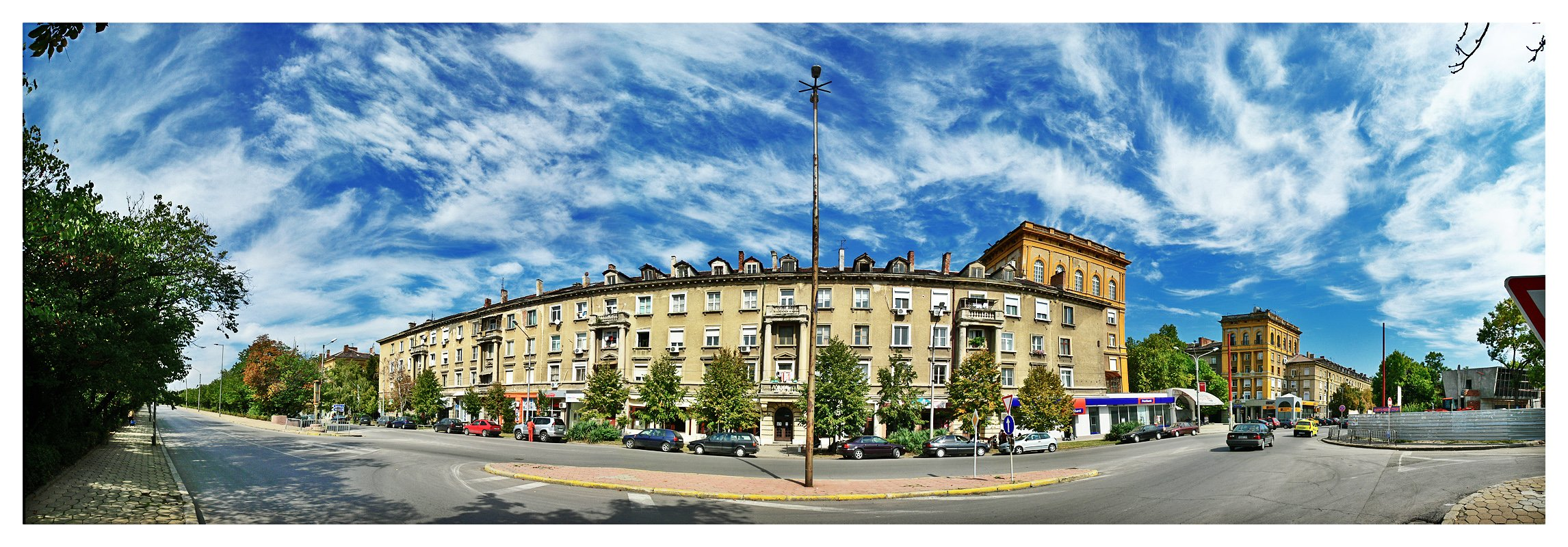
Бульвар "Димитр Благоєв"

## Історія
Утворено 2 вересня 1947 року указом Георгія Димитрова.
У минулому на місті Димитровграда було три села — Раковський, Марійно і Черноконево.  Село Раковський зародилося на початку 19 століття на місці двох турецьких чифликів. У 1873 р  біля села будується залізнична станція на залізничній лінії Барона Хирша, що прискорює його розвиток. 
У 1941 році компанія "Гранитоід" розпочала будівництво нового промислового комплексу в Раковські, купивши існуючу  шахту в басейні р. Маріш і розпочавши будівництво цементного заводу "Вулкан" з потужністю 100 тис. тонн на рік і побудувало теплову електростанцію.
Після перевороту 1944 року комуністичний режим продовжив розвиток промислового комплексу, надавши йому великого пропагандистського значення і проголосивши будівництво абсолютно нового міста, за моделлю радянського Комсомольська-на-Амурі. Проект передбачав молодіжний бригадний рух, у якому молодь з різних куточків країни працює безкоштовно, перші з яких прибувають на місце 10 травня 1947 року. Дімітровград був офіційно заснований  об'єднанням Раковські, Марійно та Черноконево 2 вересня 1947 року  рішенням  прем'єр-міністра і лідером БКП Георгієм Димитровим, який у дусі культу особи тоталітарних диктаторів дав йому своє ім'я.
Місто побудовано 50 000 робітників, які прибули з 963 міст і сіл Болгарії. Деякі з них стають жителями нового міста. З 1948 по 1950 рр.  вони працюють у незалежній бригаді під назвою «Молода гвардія». Бригадири побудували десятки житлових будинків, хімічних заводів, фабрику "Вулкан", завод з виробництва азотних добрив, дорожню мережу нинішнього міста Димитровград.

## Населення
Згідно з оцінками НСІ, на 31 грудня 2017 року в м. Димитровграді проживає 34 614 осіб, з яких 16 661 - чоловіки (48,13%) та 17 953 жінки (51,87%). За перші 10 років після свого заснування населення міста становить близько 34 тисяч. З тих пір воно зросло, в основному через іммігрантів з сільської місцевості, досягла свого піку в період 1985-1992 років з понад 50 000 жителів.  Після цього періоду населення починає знижуватися.
Динаміка чисельності населення (станом на 2012 рік):

### Етнічний склад
Кількість та частка етнічних груп за переписом населення у 2011 році:
|                       | Чисельність | Частка (у %) |
| Усього                | 38 738      | 100.00       |
| Болгари               | 32 895      | 84.91        |
| Турки                 | 696         | 1.79         |
| Цигани                | 2011        | 5.19         |
| Інші                  | 154         | 0,39         |
| Не ідентифікують себе | 125         | 0,32         |
| Не відповіли          | 2857        | 7.37         |

## Архітектура
Дімітровград побудований у типовому сталінському стилі, відомому як "радянський ампір" або "сталінське бароко". Фасади  часто є монументальними, з цоколями в  стилі рустіка, невеликими декоративними балконами і важкими напівколонами. У місті також розташовані будівлі, побудовані в пізньому стилі архітектурного модернізму 70-х і 80-х років 20-го століття.
Розробляється ідея (і проект) про оголошення Димитровграда пам'яткою культури національного значення. Метою проекту було розвиток статусу національно-культурних цінностей у міських, архітектурних і паркових ансамблях 1950-1970 років. Саме завдяки своїй унікальній архітектурі місто запрошується до участі в європейському проекті тоталітарного туризму, маршрут якого включає 15 міст.

## Релігія
У місті є 4 церкви - Св. Дімітр, Св. Катерина, Св. Афанасій, Св. Георгій в квартралі Черноконево. Відома каплиця в сусідньому селі Добріч, де є джерело цілющої води. 
Церква Св. Атанасія побудована за рахунок коштів мешканців Марійно, і для її завершення вирішальне значення мала фінансова підтримка болгарського громадянина, що емігрував до Сполучених Штатів доктора Христа Атанасова. Храм освятив митрополит Арсеній і офіційно відкрив 22 травня 2003 року. 

## Економіка
Область Дімітровграда має одну з найбільш родючих земель в країні.  Проте у  місті створені хімічна і цементна промисловість, що забруднюють атмосферу і ґрунт. Завдяки цій галузі Димитровград став майже окружним центром у часи соціалістичної епохи.  Сьогодні місцева економіка - це недільний ринок. 
Промисловість має пріоритетну частку в структурі місцевої економіки. 

## Державні установи

### Громадські центри
- Громадський центр "Культура 2002"
- Громадський центр [Архівовано 18 січня 2012 у Wayback Machine.] "Звездица 2003" [Архівовано 18 січня 2012 у Wayback Machine.]
- Громадський центр [Архівовано 18 січня 2012 у Wayback Machine.] "Відродження 1983" [Архівовано 18 січня 2012 у Wayback Machine.]
- Громадський центр [Архівовано 31 січня 2016 у Wayback Machine.] "Василь Левський 2003" [Архівовано 31 січня 2016 у Wayback Machine.]
- Громадський центр "Христо Ботев 1902" [Архівовано 18 січня 2012 у Wayback Machine.]
- Громадський центр [Архівовано 18 січня 2012 у Wayback Machine.] "Нікола Вапцаров 1895" [Архівовано 18 січня 2012 у Wayback Machine.]
- Громадський центр"Новий шлях"

### Театр

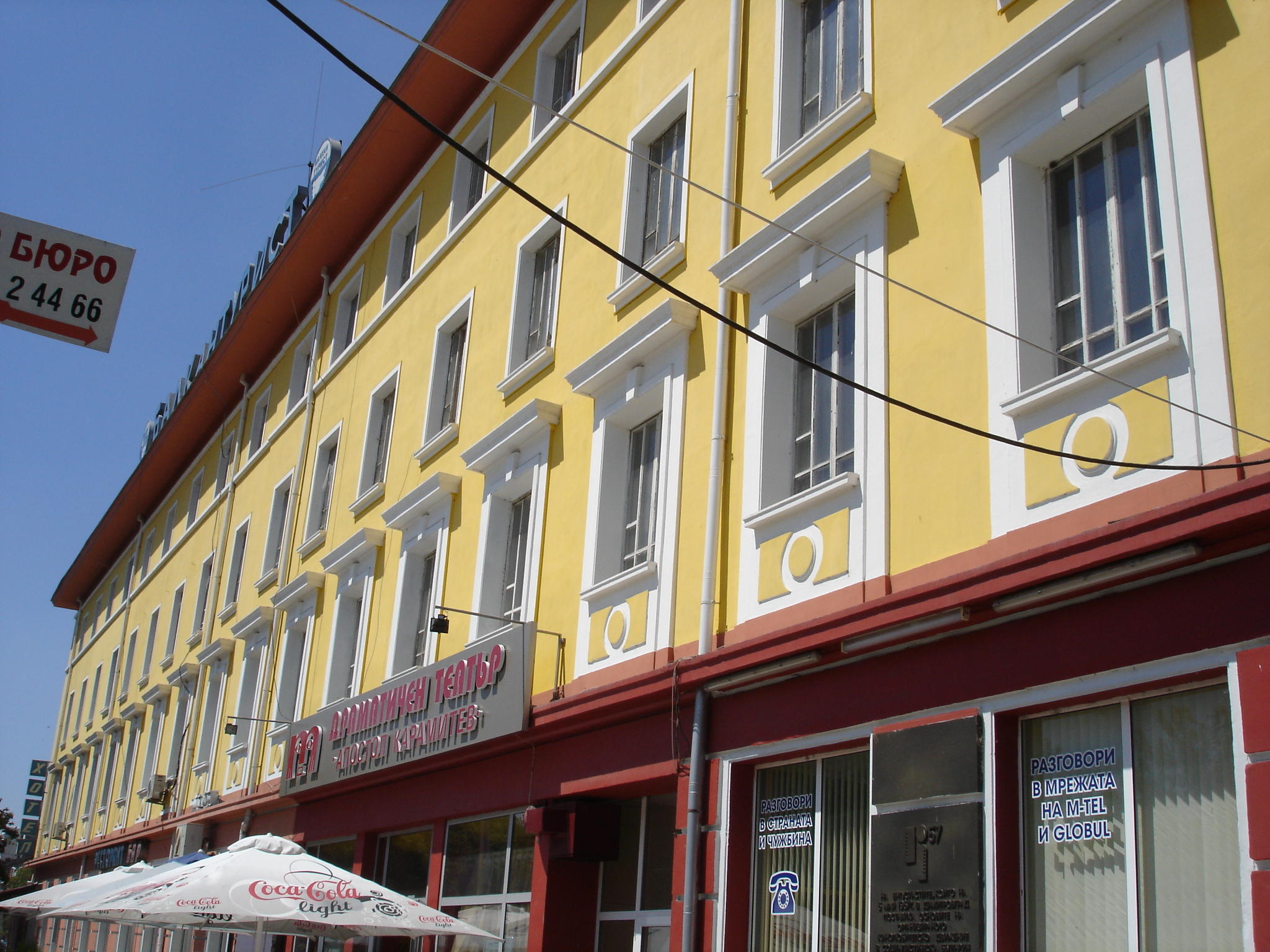
Театр "Апостол Карамітєв"

- Драматичний театр "Апостол Карамітєв"[недоступне посилання з липня 2019]

### Кіно
Два  кінотеатри - "Медея" і недавно відкритий "Пайнер". Перший не працює, а другий - від 3 до 4 днів на тиждень. 
- Кінотеатр Планета Пайнер

### Музеї

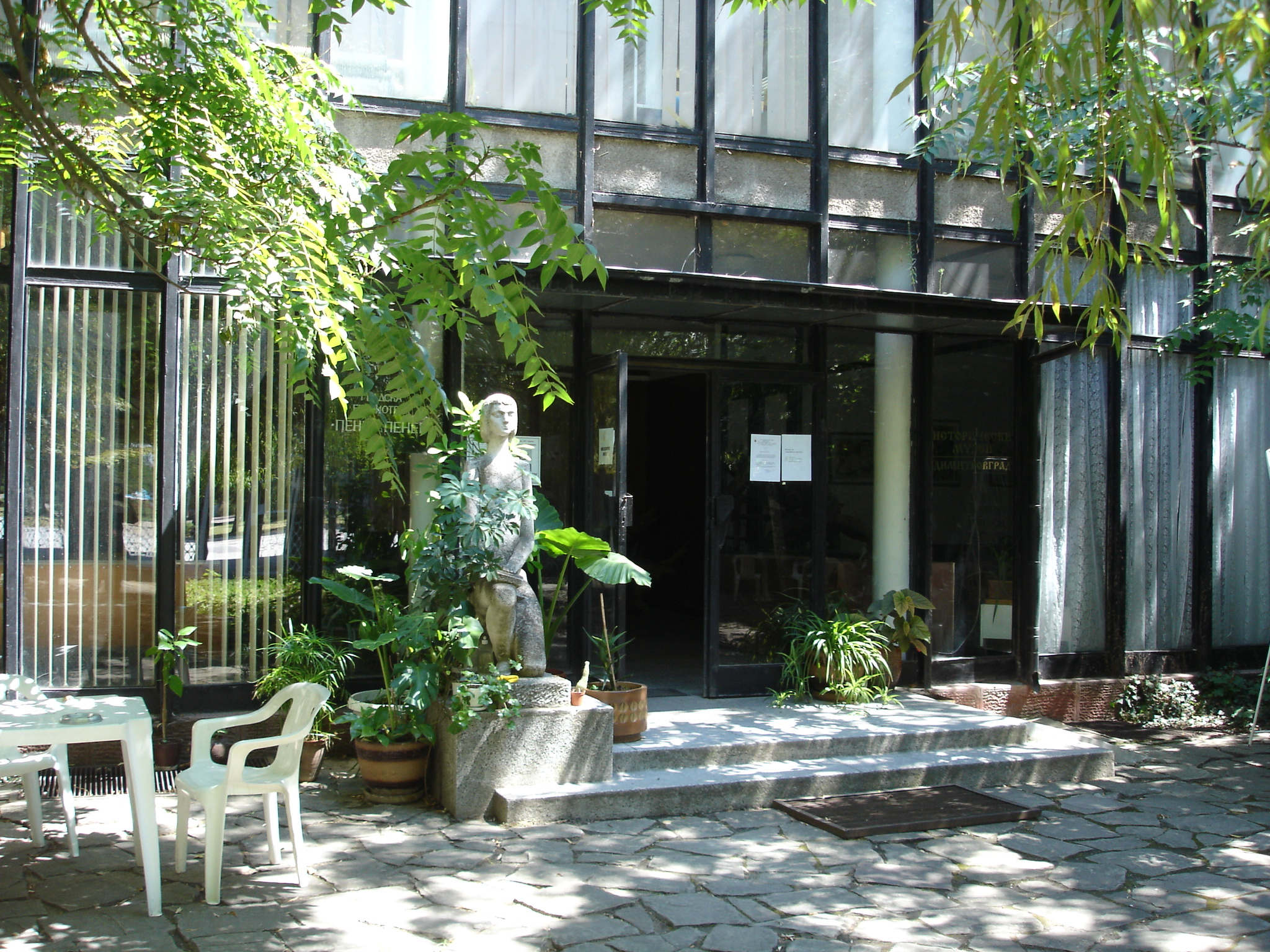
Вхід до Історичного музею

- Дом-музей  Пеньо Пенева.
- Историчний музей.

### Галерея
- Міська художня галерея "Петко Черчулієв" [Архівовано 28 лютого 2019 у Wayback Machine.]
- Міська художня галерея "Асен Крайшніков"

### Обсерваторія
- Національна астрономічна обсерваторія і планетарій "Джордано Бруно"

Розташована в парку "Нікола Ю. Вапцаров" в Дімітровграді. Заснована в 1962 році. Його зала обладнана двома  телескопами місткістю на 60 місць. 

### Музика
- музичний гурт "Пайнер"
- джазове тріо "Димитровград" з солісткою Марією Арнаудовою; тріо було створено в 1987 році Найденом Клінчевим (бас) і Мітєю Йордановим (фортепіано); учасники: Мітя Йорданов - аранжувальник, фортепіано, Петер Ганев - барабани, Димитар Русев - гітара,
- а також  співачки Ваня Костова і Гергана.

### Спорт
У місті є 2 стадіони - "Шахтар" і "Раковський". Стадіон «Шахтар» має 3 навчальних курси  Тенісний клуб розташований недалеко від стадіону "Раковський" і має 5 майданчиками. Басейн "Хімік" єдиний в місті і розташований за стадіоном "Раковський". 

## Освіта
- «Дитячий та молодіжний центр»

Школи: 
- "Іван Вазов"
- ПЕГ "Доктор Іван Богоров"
- "Проф.  доктор Асен Златаров "
- Початкова школа "Пенчо Петков Славейков"
- Софійський університет "Василь Левський"
- Софійський університет "Любен Каравелов"
- Початкова школа "Алеко Константинов"
- Початкова школа "Св.  Кирила і Мефодія"

## Визначні пам'ятки
Найкрасивіший орієнтир в Димитровграді - парк «Пеньо Пенев», реконструйований в 2004 році, у парку налічується близько 15 озер, але тепер заповнений водою приблизно 4-5.  У деяких з них можна побачити водяні лілії. 
У місті є два великих парки - "Нікола Вапцаров" (у кв.  "Христо Ботев") і "Маріца" біля річки  Маріца. 

## Туризм

### Екотуризм
Дімітровград є одним з найбільш зелених міст Болгарії. На його околицях знаходяться 3 великі парки, а сади і лісисті місцевості характерні для загального стилю міста. 
У парках "Пеньо Пенев" і "Нікола Вапцаров" можна побачити досягнення в ландшафтній архітектурі Болгарії 50-х років: десятки видів дерев, чагарників і квітів, численні скульптури і камені з вигравіруваними в них віршами, алеї з білого камня, мозаїчні сходи, альтанки та дитячі майданчики, водні каскади, фонтани тощо. 
Заповідна територія "Злато Поле" є найбільшою водно-болотною територією  вздовж річки Маріца. Вона включає водойми та прилеглі ділянки з густою і деревною рослинністю, де збереглися безцінні види рослин і тварин. "Злато Поле" з 11.08. 2001 року було оголошено природоохоронною територією. 

### Бальнеологічний туризм
У кількох кілометрах від Димитровграда, на околиці Меричлери, є мінеральні джерела з доведеними лікувальними властивостями. Температура води в них становить 35,4 градусів 

### Святилище німф
За 20 хвилин їзди від Димитровграда, на околиці селища Каснаково, знаходиться святилище німф, добре збережений язичницький храм, побудований римським полководцем Титом Флавієм на честь богині любові Афродіти наприкінці 3 століття н.е.  Стародавня традиція передбачає, що німфи танцюють там вечорами - нескінченно красиві жіночі істоти в білосніжних вуалях, під якими вони проглядують стрункі тіла.  Легенда стверджує, що якщо жінки п'ють воду з місцевого джерела, вони легше зароджують і народжують прекрасних  дітей непокірної Фракії. 

## Регулярні події
- День хіміка - 10 травня
- 1 квітня - "День гумору і жарту". Щорічний національний фестиваль
- Свято Дімітровграда - 2 вересня
- Осінні дні культури
- Молодіжний джазовий фестиваль
- Міс Димитровград - конкурс краси

## Знаменитості
- Атанас Капралов, поет
- Надія Олексіїва (1969 року народження), біатлоністка
- Красимира Банова, чемпіонка Європи з баскетболу
- Атанас Вішанов, художник
- Василь Гюзельов, професор, історик
- Еміль Димитров, футболіст
- Дончо Донев, футболіст
- Найден Клінчев, музикант
- Ваня Костова, співачка
- Христо Марков, чемпіон світу  з легкої атлетики
- Здравко Нейчев, художник
- Нора, співачка
- Румен Радев, президент Болгарії (2017-)
- Вежи Рашидов, художник, міністр культури
- Красимир Русев, шахіст
- Василь Сгурев, академік, кібернетик
- Елін Топузаков, футболіст
- Петко Черчулієв, художник
- Пламен Пасков (1965 р.), політик і громадський діяч

## ЗМІ
- Новини з Хасково та Димитровграда [Архівовано 28 лютого 2019 у Wayback Machine.]
- Муніципальний журнал [Архівовано 4 серпня 2018 у Wayback Machine.] - щотижнева газета
- Новини Димитровграда [Архівовано 28 лютого 2019 у Wayback Machine.] - Інтернет-видання
- Димитровградський РИНОК [Архівовано 28 лютого 2019 у Wayback Machine.] - інтернет-видання
- http://dimitrovgrad.bgvesti.net/ [Архівовано 27 лютого 2019 у Wayback Machine.] Димитровград БГ вісти - інтернет-видання
- dgnews.eu [Архівовано 28 лютого 2019 у Wayback Machine.]  - онлайн-видання

Телебачення
У Димитровграді транслюються наступні телевізійні програми: 
| Телеканал | Телебачення      | Передавач                     | Потужність |
| --------- | ---------------- | ----------------------------- | ---------- |
| 7         | БНТ 1            | Будівля громади Димитровграда | 30 Вт      |
| 29        | Нове телебачення | Будівля громади Димитровграда | 100 Вт     |
| 39        | BTV              | Будівля громади Димитровграда | 100 Вт     |

## Політична ситуація
Кмет (мер) громади Димитровград — Стефан Димитров (коаліція партій: СВД, ЗНС, БСДП, «Нові лідери» (НЛ)).

## Промисловість
Хімічна промисловість сучасного міста (2009) представлена підприємствами «Неохім» АД, «Терахім», «Хімремонтбуд», «Хлорофіл», заводом «Хімік».

## Міста-побратими
- Димитровград, Росія
- Гроссето, Італія
- місто Южне, Україна

## Відомі особистості
У місті народилися:
- Гергана Георгієва Кацарска (нар.. 1984) — болгарська співачка в стилі поп-фолк.
- Румен Радев (1963) — 5-й Президент Болгарії.
- Вежді Рашидов (1951) — болгарський скульптор, педагог і політик.
- Красимир Русєв (1983) — болгарський шахіст, гросмейстер.

## Карти
- bgmaps.com[недоступне посилання з травня 2019]
- emaps.bg[недоступне посилання з квітня 2019]
- Google